# 競馬同人誌連合会杯
競馬同人誌連合会杯（けいばどうじんしれんごうかいはい）は、競馬ジャンルの同人誌サークルによって行われた個人協賛競走である。本項では併催された競馬同人誌即売会競馬同人誌まつりについても記述する。

## 概要
コミックマーケットに出展していた競馬系同人サークルの有志によって開催された。有志から「競馬オンリーの即売会をやろう、どうせなら競馬場でやってしまおう」という発想の元、個人協賛競走を実施している地方競馬場でこれを利用し協賛し、協賛したらささやかな催事も実施できる制度を用い、競走に協賛することで催事として同人誌即売会を行おうという企みである。競馬系ジャンルの同人サークルは限られているためか、参加サークルは最大でも10サークル程度であった。
第1回は2000年に高崎競馬場で実施され、以後高崎競馬場が存続中はメインで実施され、また他競馬場でも協賛競走を実施する競馬場での実施も試みられた。競馬同人誌まつりにおいてはコミックマーケットを模して出展サークルの寄稿によるオリジナルのカタログも販売された（本項はこれらを出典としている）。高崎競馬場においては懇意とされ、「We Love たかさき Day」と称して当時としては異例だった一日全競走を協賛競走とする、内田利雄騎手とバンドひまわるによるライヴ（ひまわるによる生演奏ファンファーレも行われた）、馬場を人間が競走する人間競馬などといった催事も行われた。
競走条件はあくまでも協賛競走であることから、競馬番組や各競馬場により異なるため一定ではないが、特別競走として実施されたケースもある。開催時期は主に秋に行われているが、春に行われたこともある。
2000年代に盛んに行われたが、主要メンバーの本業多忙や失業、急逝も重なり、現在では休止状態である。

## 開催経歴
| 回 | 開催日         | 開催場     | 競走名（正名がある場合は優先） | 勝利馬             | 勝利騎手   | 出典 |
| -- | -------------- | ---------- | ------------------------------ | ------------------ | ---------- | ---- |
| 1  | 2000年8月27日  | 高崎競馬場 | 白根山特別                     | エアーホースワン   | 米田真由美 |      |
| 2  | 2001年9月23日  | 高崎競馬場 | りんどう特別                   | グランクラージュ   | 松本大寿郎 |      |
| 3  | 2001年10月7日  | 高知競馬場 | 競馬維新特別                   | エイシンユーダイ   | 北野真弘   |      |
| 4  | 2002年9月22日  | 高崎競馬場 | アザミ特別                     | ルジェラン         | 茂呂菊次郎 |      |
| 5  | 2002年10月13日 | 上山競馬場 | 第5回競馬同人誌連合会杯        | イズミオウジャ     | 小嶋久輝   |      |
| 6  | 2003年9月23日  | 高崎競馬場 | 白根山特別                     | ブラボーオペラ     | 鈴木正     |      |
| 7  | 2003年11月2日  | 高知競馬場 | 競馬維新特別                   | スマコバフレンド   | 西川敏弘   |      |
| 8  | 2004年5月4日   | 高崎競馬場 | 第8回競馬同人誌連合会杯（春）  | ファーストルーチェ | 赤見千尋   |      |
| 9  | 2004年10月24日 | 高崎競馬場 | 黒松特別                       | ダイワバンカー     | 横山克彦   |      |
| 10 | 2005年10月9日  | 金沢競馬場 | 競馬同人誌連合会杯             | オースミロング     | 吉原寛人   |      |
| 11 | 2006年11月19日 | 北見競馬場 | 第11回競馬同人誌連合会杯       | サクラガサイタ     | 鈴木勝堤   |      |

※女性騎手との相性は良く、騎乗機会勝率は100％である。